# Pseudosmittia latifurca
Pseudosmittia latifurca är en tvåvingeart som beskrevs av Freeman 1961. Pseudosmittia latifurca ingår i släktet Pseudosmittia och familjen fjädermyggor. Inga underarter finns listade i Catalogue of Life.